# Cash-flow
Cash-flow eller cash flow, også kaldet pengestrøm eller kontantstrøm, er en opgørelse over indbetalinger og udbetalinger i en virksomhed. Pengestrøm bruges til at give virksomheden overblik over, hvordan penge bevæger sig i organisationen
Cash-flow er en opgørelse over virksomhedens indbetalinger og udbetalinger over en bestemt tidsperiode. Pengestrømmen kan fungere som en hurtig indikator for, hvordan en virksomheds likviditet ændrer sig, og dermed hvilket betalingsberedskab der er behov for. Pengestrømme kan eksempelvis være ydelser på en langfristet gæld eller indbetalinger fra en varedebitor.
Når en virksomhed analyserer pengestrømmen i organisationen, kan der foretages en pengestrømsopgørelse. Denne giver virksomheden et indblik i dens økonomiske tilstand. Pengestrømmen fortæller om virksomheden er likvid og dermed er i stand til at betale sine kreditorer og udbetale udbytte. Hvis der mangler likviditet i virksomheden, vurderes det, om der er behov for ekstern finansiering.

## Værdiansættelse af virksomheder, aktiver eller projekter ved cash flow-metoden
En udbredt metode til at værdiansætte en virksomhed, aktiv eller et forretningsprojekt er at anvende den såkaldte cash flow-metode. Aktiver og forretningsprojekter kan værdiansættes ved cash flow-metoden så længe de har pengestrømme – altså indtægter og driftsudgifter. Dette kunne f.eks. være investeringsejendomme, datterselskaber, nyt udstyr osv.
Cash flow-metoden bygger på en tilbagediskontering af de fremtidige forventede pengestrømme baseret på budgetter og handlingsplaner. Dermed opnås et skøn for nutidsværdien af virksomhedens fremtidige primære driftsresultater. Denne metode kaldes også Discounted Cash Flow-metoden eller på dansk: Diskonteret pengestrøm. Metoden forkortes oftest som DCF-modellen. I praksis realiseres værdiansættelsen via DCF-modellen ved at inddele budgettet i to perioder: Budgetperioden og Terminalperioden. 
Budgetperioden er en forudsigelse af de fremtidige pengestrømme de næste 5-10 år af virksomheden, aktivet eller forretningsprojektet som værdiansættes. Disse pengestrømme tilbagediskonteres så via den udregnede diskonteringsrente. Diskontering betegner en omregning af ind- og udbetalinger, der finder sted på forskellige tidspunkter, til beløb på ét bestemt tidspunkt.
Terminalperioden tager udgangspunkt i året efter de sidste budgettering år. Terminalperioden anvendes da, det bliver vanskeligt at foretage pålidelige skøn over hvordan det virksomheden, aktivet eller forretningsprojektet vil klare sig langt ind i fremtiden. Terminalværdien udregnes ved at tage det normaliseret pengestrøm i det første år efter budgetperioden og dividere det med diskonteringsfaktoren.
Herefter sammenlægges værdien af alle de diskonterede pengestrømme og den diskonterede terminalværdi, hvilket giver værdien af aktivitet. I det perfekte marked vil dette aktiv kunne sælges til den beregnede værdi.